# Imparfinis pristos
Imparfinis pristos är en fiskart som beskrevs av Gerlof Fokko Mees och Cala, 1989. Imparfinis pristos ingår i släktet Imparfinis och familjen Heptapteridae. Inga underarter finns listade i Catalogue of Life.